# Hosszú tenyérizom

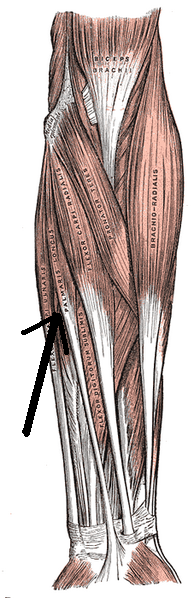
Az alkar izmai (a nyíl mutatja a hosszú tenyérizmot)

A hosszú tenyérizom (latinul Musculus palmaris longus) egy izom az ember alkarján.

## Eredés, tapadás, elhelyezkedés
A felkarcsont (humerus) belső könyökdudoráról (epicondylus medialis humeri), ott is egy közös hajlítóínról ered. Végigfut az alkaron az orsócsonti csuklóhajlító izom (musculus flexor carpi radialis) és a singcsonti csuklóhajlító izom (musculus flexor carpi ulnaris) között. Ez az izom kivételesen nem a hajlítóizmokat leszorító szalag (retinaculum flexorum) szorításában fut át a csuklónál, hanem azon kívül, majd a tenyéri bőnyében (aponeurosis palmaris) ízesül.

## Funkció
Hajlítja a csuklót (palmarflexio), valamint az aponeurosis palmaris meghúzásával a tárgyak biztos megragadását segíti.

## Beidegzés, vérellátás
A nervus medianus idegzi be és az arteria ulnaris látja el vérrel.